# Щедрин (Брянская область)
Щедрин — посёлок в Красногорском районе Брянской области России. Входит в состав Красногорского городского поселения.

## География
Посёлок находится в западной части Брянской области, в зоне хвойно-широколиственных лесов, в пределах восточной окраины Полесской низменности, на правом берегу реки Беседи, при автодороге 15К-1504, на расстоянии примерно 4 километров (по прямой) к западу от посёлка городского типа Красная Гора, административного центра района. Абсолютная высота — 131 метр над уровнем моря.

### Климат
Климат характеризуется как умеренно континентальный. Среднегодовая многолетняя температура воздуха составляет 10 °С. Средняя температура воздуха самого тёплого месяца (июля) — 23,9 °C (абсолютный максимум — 32 °C); самого холодного (января) — −3,8 °C (абсолютный минимум — −25 °C). Безморозный период длится в среднем 170—190 дней. Среднегодовое количество атмосферных осадков составляет 550—600 мм.

### Часовой пояс
Посёлок Щедрин, как и вся Брянская область, находится в часовой зоне МСК (московское время). Смещение применяемого времени относительно UTC составляет +3:00.

## История
Упоминается с конца XVIII века как хутор (также назывался Набожинский - по фамилии владельцев). С 1861 входил в Поповогорскую волость, позднее (до 1954) - в Ширковский сельсовет.

## Население
| 2010 | 2013 |
| ---- | ---- |
| 14   | ↘13  |

### Национальный состав
49 человек (1926), 80 человек (1979), в национальной структуре населения русские составляли 100 % из 23 человек (2002).